# もしもの話
「もしもの話」（もしものはなし）は、nano.RIPEの9枚目のシングル。2012年10月31日にLantisから発売された。

## 概要
前作「リアルワールド」から約3ヶ月ぶりのリリースとなる2012年3作目のシングル。表題曲「もしもの話」は、テレビアニメ『バクマン。』の第3シリーズオープニングテーマに起用された。PVは、少年が夢の中で女の子の好きな本を老人の持つ声の出なくなる薬と引き換えで手に入れる、というメルヘンチックな話になっている

## 収録曲
（全作詞：きみコ、編曲：nano.RIPE）
1. もしもの話 [3:59]
作曲：きみコ
テレビアニメ『バクマン。』第3シリーズオープニングテーマ
以前1コーラス分の楽曲として制作したが、きみコが気にいっていたことも手伝ってフルバージョンがなかなか書けなかったが、スタッフから『バクマン。』のタイアップを聞いたことで、同作品の世界観とリンクさせながら制作を薦めた。なお2番の「声が出なくなったら歌えなくなんだ」という箇所はきみコの原曲制作時の悩みが投影されている。タイトルの「もしもの話」は、「あのね」で始まるAメロの歌詞を膨らませて付けられた[1]。
2. 呼吸 [3:47]
作曲：きみコ
1年半前に書かれた曲で、バクマン。の世界観に近いため当初は「もしもの話」と共に候補に挙がっていた[1]。
3. パルスター [4:54]
作曲：佐々木淳・アベノブユキ
「パルス」と「スター」を掛け合わせたきみコによる造語で、『1stアルバム』考案時に思い付かれた[1]。

DVD（初回限定盤のみ）
1. もしもの話 -MUSIC VIDEO-